# James D. Black

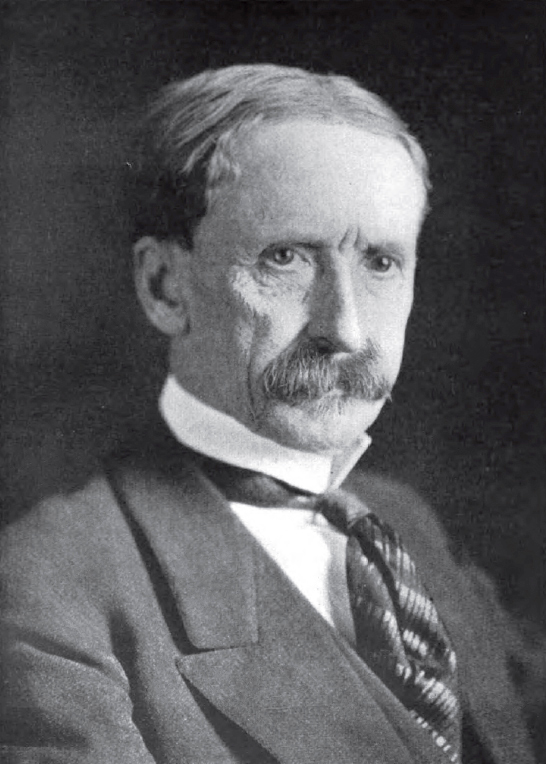
James D. Black

James Dixon Black (* 24. September 1849 im Knox County, Kentucky; † 4. August 1938 in Barbourville, Kentucky) war ein US-amerikanischer Politiker und Gouverneur des Bundesstaates Kentucky.

## Frühe Jugend und Aufstieg
James Black wurde am Tusculum College in Tennessee erzogen, das er 1872 abschloss. Nach einem Jurastudium wurde er 1874 als Rechtsanwalt zugelassen, anschließend praktizierte er in Barbourville. Im Jahr 1876 machte er seine ersten politischen Erfahrungen als Abgeordneter im Repräsentantenhaus von Kentucky. Danach verließ er die politische Bühne für längere Zeit. Er widmete sich dem Schulwesen zu und wurde im Jahr 1884 Schulrat (Superintendent) im Knox County. Damit unterstanden ihm alle öffentlichen Schulen in diesem Bezirk. Zwischendurch widmete er sich auch wieder seiner Anwaltskarriere und er kümmerte sich um das von ihm mit gegründete Union College.

## Politische Laufbahn
Erst im Jahre 1912 kehrte Black als Mitglied der Demokratischen Partei in die Politik zurück. In diesem Jahr wurde er stellvertretender Attorney General von Kentucky. Zwei Jahre später bewarb er sich um das Amt des Vizegouverneurs. An der Seite von Augustus Stanley, des ebenfalls 1915 gewählten Gouverneurs von Kentucky, trat er im Dezember desselben Jahres dieses Amt an. Im Mai 1919 trat Stanley als Gouverneur zurück, um seinen Sitz im US-Senat einzunehmen. Damit fiel Black das Amt des Gouverneurs zu. Er musste Stanleys Amtszeit, die noch bis Dezember 1919 gegangen wäre, beenden. Im Wesentlichen führte er die Politik seines Vorgängers weiter. Das Parlament tagte in diesen sechs Monaten nicht und so kam es auch zu keinen parlamentarischen Auseinandersetzungen. Bald schon musste sich Black aber mit Korruptionsvorwürfen auseinandersetzen, die seinem Ruf schadeten.
Trotzdem bemühte er sich um die Nominierung seiner Partei für die Gouverneurswahlen Ende 1919. Dies gelang ihm schließlich, aber bei der eigentlichen Wahl unterlag er dem Republikaner Edwin Morrow mit 45,3 % der Stimmen gegen Morrows 53,8 %. Die Niederlage war teilweise ein Resultat der Korruptionsvorwürfe gegen ihn und seine Regierung, aber auch ein nationaler Trend in den USA, der damals die Republikaner im Aufwind sah, die sich der Politik von Präsident Woodrow Wilson widersetzten und vor allem nicht dem von ihm initiierten Völkerbund beitreten wollten. Kurz vor dem Ende seiner Amtszeit am 9. Dezember 1919 begnadigte er den letzten noch inhaftierten Verschwörer des Attentats auf den früheren Gouverneur William Goebel. Nach dem Ende seiner nur sechsmonatigen Amtszeit wurde Black 1920 als Prohibitions-Inspektor für die Überwachung dieser Gesetze in Kentucky ernannt. Danach wurde er wieder als Rechtsanwalt aktiv und war Präsident der National Bank in Barbourville.
Black starb am 4. August 1938. Er war mit Mary Jeanett Pitzer verheiratet, mit der er drei Kinder hatte.